# Río Sutlej
El río Satlush (también transliterado en inglés como Sutlej) es un largo río que discurre por el subcontinente Indio, el más largo de los cinco ríos que fluyen por el Punyab en el noroeste de la India y noreste de Pakistán.
- en idioma panyabí: ਸਤਲੁਜ (Satalush)
- en sánscrito: सुतुद्री (Sutudrī) o शतद्रु (Śātadru)
- en idioma urdú: ستلج;
- en idioma hindi: सतलुज (Satalusha)
- en idioma inglés: Sutlej (pronunciado parecido al hindi: Satlesh).

## Historia

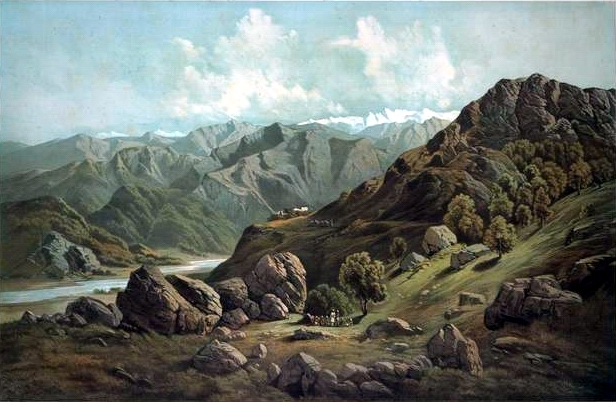
Pintura del río Sutlej (1857).

En el período védico (I milenio a. C.), el río Sutlej fue conocido como Shātadru o Sutudrī.
El Imperio británico obtuvo el control del río Sutlej por el Tratado de Lahore firmado el 9 de marzo de 1846 por el Gobernador general de la India Sir Henry Hardinge y dos oficiales de la Compañía Británica de las Indias Orientales por la parte inglesa y por el marajá Duleep Singh y siete representantes de Hazara por la parte sij.

## Geografía

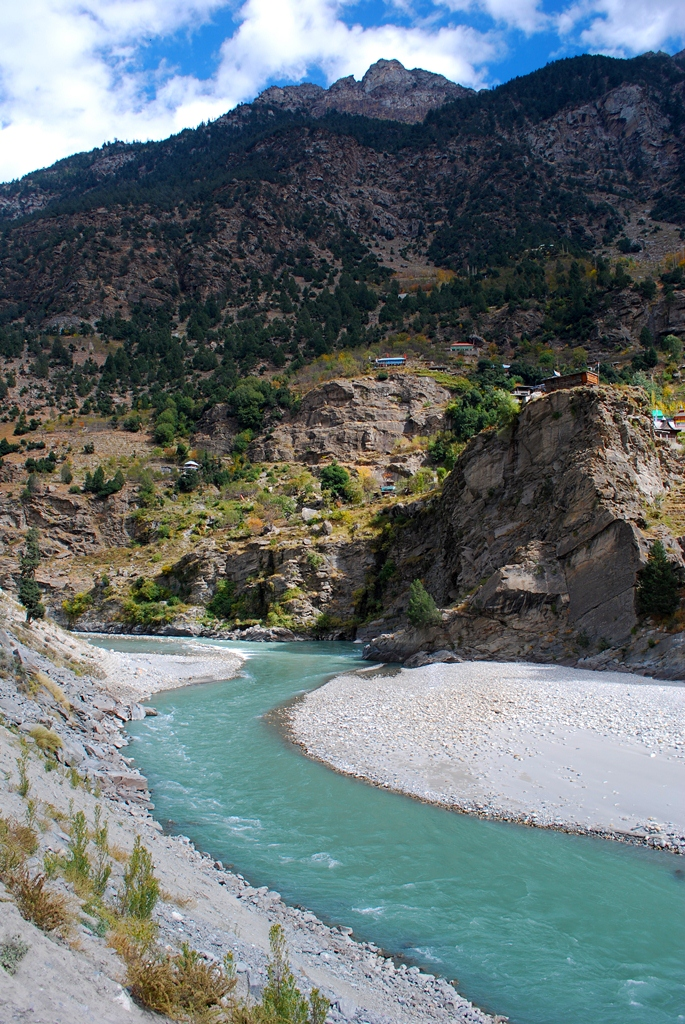
El Sutlej en Kinnaur, Himachal Pradesh

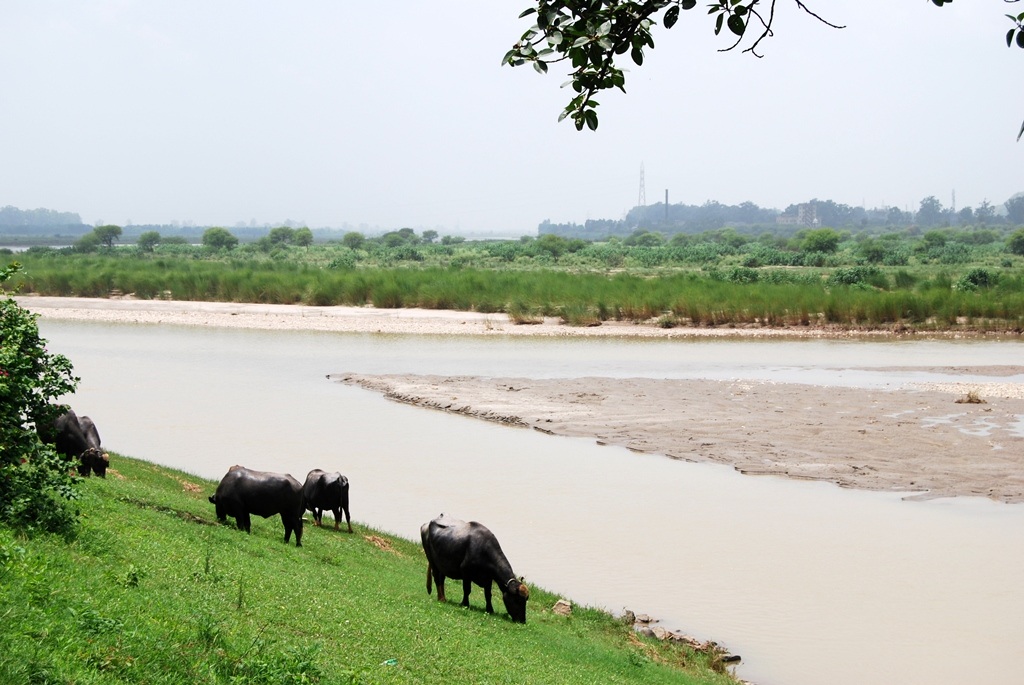
El Sutlej en Ropar, Punyab

El río Sutlej nace en China, en la parte meridional del Tíbet, en el lago La'nga Co (70 km² a 4752 m), cerca del monte Kailash. Emprende dirección oeste-noroeste, pasando cerca de las ciudades de Dongbo y Daba y por Toling. Entra a continuación en la India por el paso de Shipki La (4090 m), en el estado de Himachal Pradesh, donde vira hacia el suroeste. Entra en la antigua e históricamente importante región del Gran Panyab, en cuya parte sur y este está una región árida conocida como el Gran Desierto Indio o el desierto de Thar.
El Sutlej sigue por el estado del Punyab, donde recibe en Hari-Ke-Patan (distrito de Amritsar), por la derecha, a su afluente más importante, el río Beas. Nada más recibirlo, el río se embalsa en la presa de Harike, que permite alimentar al canal de irrigación Indira Gandhi, que por la izquierda y tras un largo recorrido de  682 km, lleva el agua a la zona noroccidental del desierto de Thar. Luego el Sutlej se interna en Pakistán, en el estado del Punyab pakistaní, donde se une, al sur de la antigua ciudad de Multán, al río Chenab para formar el río Panjnad. Luego, aguas abajo, el Panjnad se une al río Indo en Mithankot y el Indo sigue a través de una garganta cerca de Sukkur, discurriendo a través de las fértiles llanuras de la región de Sind, y termina en el mar Arábigo cerca de la ciudad portuaria de Karachi, en Pakistán.

## Aprovechamiento

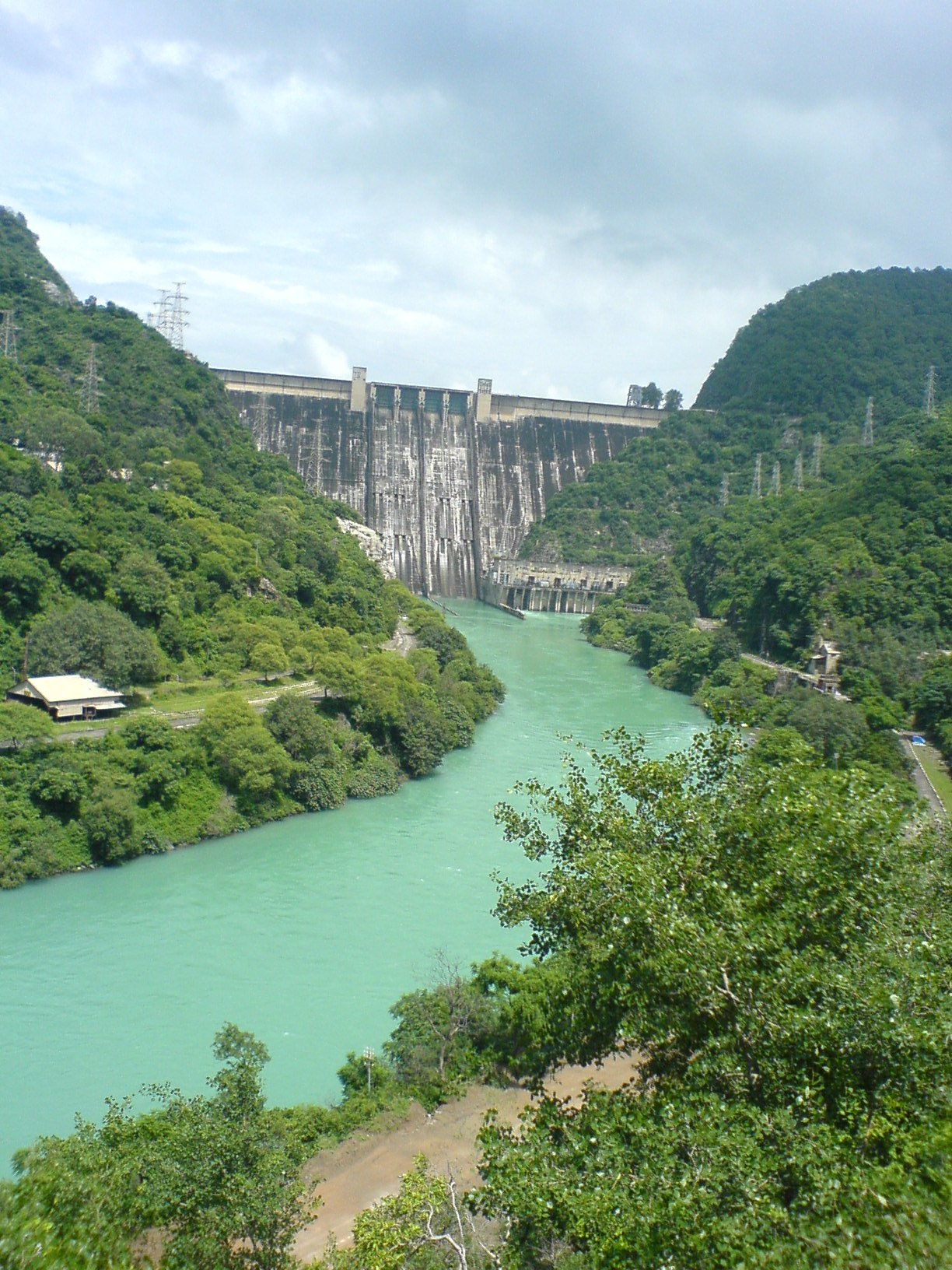
La presa Bhakra en el río Sutlej

Las aguas del Sutlej corresponden a la India gracias a un tratado sobre aguas, suscrito entre India y Pakistán, y son desviadas en su mayoría a los canales de riego en la India.
El gobierno indio ha construido en el Sutlej una enorme presa multiuso, la Bhakra-Nangal, hay varios proyectos hidroeléctricos importantes más en el Sutlej, por ejemplo, el archam-Wangtoo HEP de 1000 MW.
También ha habido una propuesta de construir un canal de 214 km de largo, conocido como Sutlej-Yamuna-Link (SYL), para conectar el Sutlej y el río Yamuna. Sin embargo, la propuesta ha encontrado obstáculos legales y se remitió a la Corte Suprema de Justicia.
En Pakistán parte del caudal de este río ha sido derivado para irrigar al desierto de Cholistán.